# 大山蛙螺
大山蛙螺（学名：Tutufa oyamai），是异足目蛙螺科大蛙螺属的一种。主要分布于中国大陆、台湾，常栖息在潮下带。